# Paratropus planiceps
Paratropus planiceps är en skalbaggsart som beskrevs av August Reichensperger 1925. Paratropus planiceps ingår i släktet Paratropus och familjen stumpbaggar. Inga underarter finns listade i Catalogue of Life.